# Pascal Dusapin
Pour les articles homonymes, voir Dusapin.
Œuvres principales
- Medeamaterial
- Roméo et Juliette
- Faustus, the Last Night

Pascal Dusapin, né le 29 mai 1955 à Nancy, est un compositeur de musique contemporaine français. Il est l’auteur de nombreuses pièces pour solistes, musique de chambre et grand orchestre ainsi que d'ouvrages lyriques, et est reconnu pour ses opéras.

## Biographie
Né le 29 mai 1955 à Nancy, Pascal Dusapin apprend dans un premier temps la musique via des cours particuliers, en particulier le piano et l'orgue.  Au-delà de la musique contemporaine, Pascal Dusapin s'intéresse au jazz et poursuit sa pratique de l'orgue. Puis, arrivé à Paris en 1969, il étudie en tant qu'auditeur libre au Conservatoire national supérieur de musique et de danse de Paris avec Olivier Messiaen[réf. nécessaire] puis, entre 1974 et 1978, à l'Université Panthéon-Sorbonne et prend des cours avec le compositeur franco-grec Iannis Xenakis (dont il aura été l'unique élève). À l'université, il étudie surtout la musicologie, les arts plastiques et les sciences de l'art et sort lauréat de la Fondation Marcel-Bleustein-Blanchet pour la vocation en 1977, après avoir bénéficié de son parrainage. Pascal Dusapin est rapidement influencé par le langage musical d'Iannis Xenakis mais également du français Edgard Varèse, particulier sa pièce pour orchestre de 1927, Arcana. Il étudie enfin avec Franco Donatoni au cours de séminaires de composition[réf. nécessaire].
Il est pensionnaire de l'Académie de France à Rome de 1981 à 1983 et reçoit de très nombreuses distinctions dès le début de sa carrière. Malgré sa volonté de ne pas se risquer à l'écriture d'opéras car il redoute cet « art bourgeois inaccessible », son premier ouvrage du genre naît à l'occasion d'une commande que lui confie René Koering, alors directeur du Festival Radio France Occitanie Montpellier. Roméo et Juliette, dont l'écriture du livret est confié à son ami le dramaturge français Olivier Cadiot, est créé en 1989 à Montpellier lors du festival. Par la suite, durant les années 1990, il compose plusieurs autres opéras et se charge lui-même de l'écriture du livret : Medeamaterial voit ainsi le jour en 1992 à La Monnaie de Bruxelles, produit plus d'une vingtaine de fois entre sa création et le début des années 2020. Faustus, the Last Night, opéra en anglais créé en 2006 à Berlin, se fait remarquer par la critique étrangère et américaine en particulier, ce qui déclenche une carrière internationale.
Il est compositeur en résidence du conservatoire à rayonnement régional de Strasbourg et du Festival Musica en 2000[réf. nécessaire]. Il est élu membre de l'Académie des beaux-arts de Munich en juillet 2006[réf. nécessaire] et nommé professeur à la chaire de Création artistique du Collège de France pour l'année académique 2006-2007. En mars 2008, il fait partie de la Commission présidée par Hugues Gall et chargée par Christine Albanel, ministre de la Culture, de pourvoir le poste de directeur de l'Académie de France à Rome[réf. nécessaire].
En 2018, Emmanuel Macron lui passe commande (ainsi qu'au sculpteur allemand Anselm Kiefer) d'une œuvre pérenne devant accompagner le transfert des cendres de l'écrivain Maurice Genevoix au Panthéon de Paris le 11 novembre 2020[réf. nécessaire]. L'œuvre, intitulée In nomine lucis (« Au nom de la lumière », en latin) fait référence au titre d'une pièce pour orgue du compositeur italien Giacinto Scelsi (1974). Pascal Dusapin, quant à lui, a choisi de mettre en musique des textes issus de trois sources latines : L’Ecclésiaste, Virgile, et des « locutions funéraires de la Rome antique », auxquelles il a associé les noms de 15 000 morts pour la France lus par Florence Darel et Xavier Gallais. L'ambition du compositeur a été de faire « chanter les pierres » et indique avoir voulu transformer le Panthéon « en poumon chantant ». Pour arriver à cela, l'œuvre, chantée et récitée, a été préalablement enregistrée à la Philharmonie de Paris par le Chœur de chambre Accentus, placé pour l'occasion sous la direction de Richard Wilberforce. Lors de la cérémonie, In nomine lucis a été diffusée par soixante-dix haut-parleurs dissimulés dans de faux blocs de pierre placés dans différentes parties de cette « cathédrale laïque » : le chœur et les transepts.

### Vie privée
Pascal Dusapin est l'époux de l'actrice Florence Darel avec qui il a eu un enfant en 2009.

Pascal Dusapin est aussi un photographe amateur : 

« La photo a toujours été essentielle. Bien que la musique ait tout balayé après l'adolescence, cette pratique m'est restée en sous-bois, comme un contrepoint salutaire : un besoin d'apaisement par rapport à la violence de mon écriture musicale. »

### Décorations
- Chevalier de la Légion d'honneur (2014)[12]
- Officier de l'ordre national du Mérite (2022)[13]
- Commandeur de l'ordre des Arts et des Lettres au titre de « compositeur de musique » (2003)[14]

## Réception critique
Dusapin se dégage des carcans et des contraintes propres à la musique du milieu du XXe siècle, affirmant vouloir bannir la « musique Hiroshima ».
Selon le critique Claude Glayman, la musique de Dusapin est « ludique, joyeuse […] Au total, une clarté nouvelle mais bien dans la tradition de la musique française : univers post-tonal, post-atonal, qui a contribué à débloquer la musique de notre temps. »

## Œuvres

### Œuvres orchestrales et de chambre
- Souvenir du silence, pour treize cordes solistes (1976)
- Igitur, pour voix de femme et treize instrumentistes (1977)
- Lumen, pour voix de femme et six instrumentistes (1977)
- L'Homme aux liens, pour deux sopranos et trois violons (1978/)
- Le Bal, musique pour Line (1978)
- Timée (1978)
- La Rivière, pour orchestre (1979)
- Inside, pour alto (1980)
- Musique captive, pour huit instruments à vent (1980)
- Musique fugitive, pour trio à cordes (1980)
- Trois instantanés, musique de scène pour deux clarinettes et trois violoncelles (1980)
- L'Aven, pour flûte solo et orchestre (1981)
- Shin'gyo, soutrâ japonais pour soprano et piccolo (1981)
- Fist, pour huit instruments (1982)
- Incisa, pour violoncelle (1982)
- Niobé, ou le Rocher de Sypile (1982)
- Tre Scalini, pour grand orchestre	(1982)
- Quatuor à cordes no 1 (1983, révisé en 1996)
- Hop' , pour quatre groupes de trois instrumentistes (1984)
- If, pour clarinette	 (1984)
- La Conversation, Suite en dix pièces pour huit instrumentistes (1984)
- Assai, pour orchestre (1985)
- Item, pour violoncelle (1985)
- Itou, pour clarinette basse (1985)
- Semino, chant à six voix pour Louis sur le 28e fragment du poème de Parménide (1985)
- To God, pour soprano et clarinette, sur un texte de William Blake (1985)
- Treize Pièces pour Flaubert, musique de scène (1985)
- Ici, pour flûte (1986)
- Mimi, pour deux voix de femme et ensemble (1986)
- Poco a poco, pièce pédagogique pour six instrumentistes (1986)
- Aks, pour mezzo-soprano et sept instrumentistes (1987)
- Anacoluthe, pour voix de femme, clarinette contrebasse et contrebasse à cordes (1987)
- Haro (1987)
- Il-Li-Ko, pour soprano, sur un texte d'Olivier Cadiot (1987)
- Indeed, pour trombone (1987)
- Iti, pour violon (1987)
- Red Rock, extrait no 6 de Roméo et Juliette (1987)
- Sly, huit pièces pour quatuor de trombones	 (1987)
- For O., pour deux voix de femmes (1988)
- Laps, pour clarinette et contrebasse (1988)
- I Pesci, pour flûte (1989)
- In & Out, pour contrebasse (1989)
- Neuf Musiques pour «Le Fusil de chasse», musique de scène pour clarinette, trombone et violoncelle (1989)
- Time Zones, Quatuor à cordes no 2 (1989)
- So Full of Shapes Is Fancy, pour soprano et clarinette basse (1990)
- Aria, pour clarinette et treize instrumentistes (1991)
- Attacca, pour 2 trompettes en Ut et timbales (1991)
- Invece, pour violoncelle (1991)
- Stanze, dyade pour quintette de cuivres (1991)
- Coda, pour treize instrumentistes (1992)
- Go, solo no 1 pour orchestre (1992)
- Ohimé, pour violon et alto (1992)
- Comoedia, pour soprano et six instrumentistes (1993)
- Khôra, pour orchestre à cordes (1993)
- Quatuor à cordes no 3 (1993)
- Extenso, solo no 2 pour orchestre (1994)
- Canto, pour soprano, clarinette et violoncelle (1995)
- Two Walking, cinq pièces pour deux voix de femmes (1995)
- Watt, pour trombone et orchestre (1995)
- Apex, solo no 3 pour orchestre (créé en 1996)
- Celo, concerto pour violoncelle et orchestre (1996)
- Immer, pour violoncelle solo (1996)
- Loop, pour deux quatuors de violoncelles (1996)
- Quad, “In memoriam Gilles Deleuze” , pour violon et quinze musiciens (1996)
- Granum sinapis, pour chœur seul (1997), créé par le chœur de chambre Accentus
- Umbrae mortis (In memoriam Francisco Guerrero), pour chœur seul (1997)
- Cascando, pour 8 instrumentistes (1997)
- Quatuor à cordes no 4 (1997), créé avec le quatuor Pražák à l'occasion du festival ProQuartet
- Clam, solo no 4 pour orchestre (1998)
- Étude pour piano no 1 « Origami » (1998)
- Étude pour piano no 2 « Igra » (1998)
- Étude pour piano no 3 « Tangram » (1999)
- Étude pour piano no 4 « Mikado » (1999)
- Requiem[s] (2000), chœur de chambre Accentus, Ensemble Ars nova[15]
- Dona eis, pour chœur et ensemble à vent (1999), créé par le chœur de chambre Accentus
- In nomine, pour alto (2000)
- A Quia, pour piano et orchestre (2003)
- Exeo, solo no 5 pour orchestre (2003)
- Momo, spectacle musical jeune public (5/8 ans) tiré de l'illustration sonore du livre éponyme (2003)
- Perelà Suite, pour orchestre (2004)
- Quatuor V, pour quatuor à cordes (2004-2005)
- Reverso, solo no 6 pour orchestre (2007)
- Quatuor VI Hinterland, hapax, pour quatuor à cordes et orchestre (2009)
- Quatuor VII « OpenTime » (2009), créé par le Quatuor Arditti
- Uncut, Solo no 7 pour orchestre (2009)
- Morning in Long Island concert no 1 pour grand orchestre (2010)
- Microgrammes, sept pièces pour trio à cordes (2010)
- Aufgang, concerto pour violon et orchestre (2011)
- Jetzt Genau!, concertino pour piano et six instruments (2012)
- Outscape, concerto pour violoncelle et orchestre, créé le 26 mai 2016 par Alisa Weilerstein et le Chicago Symphony Orchestra
- In nomine lucis pour le transfert du corps de l'écrivain Maurice Genevoix au Panthéon de Paris (11 novembre 2020)

### Opéras
- Roméo et Juliette, opéra en neuf numéros sur un livret d'Olivier Cadiot, créé en 1989 au Festival Radio France Occitanie Montpellier[3].
- La Melancholia, « opératorio », créé au Théâtre du Châtelet à Paris en 1992[3].
- Medeamaterial, opéra sur un texte de Heiner Müller, créé en 1992 à La Monnaie de Bruxelles[3].
- To Be Sung, opéra de chambre en quarante-trois numéros, commande de l'ATEM, créé en 1994 au Théâtre Nanterre-Amandiers.
- Perelà, uomo di fumo, opéra en dix chapitres, commande de l'Opéra de Paris créé à l'Opéra Bastille en 2003[3].
- Faustus, the Last Night, opéra en un acte, créé en 2006 au Staatsoper Unter den Linden de Berlin[3].
- Passion, opéra en italien, français et anglais, commande du Festival d’Aix-en-Provence, qui y est créé en 2008[3].
- O Mensch! Comment faire son Nietzsche, créé au Théâtre des Bouffes-du-Nord en 2011[3].
- Penthesilea, opéra depuis un texte de Heinrich von Kleist, créé en 2015 à La Monnaie[3].
- Macbeth Underworld, opéra en huit parties, commande de La Monnaie, qui y est créé en 2019[3].
- Il Viaggio, Dante, opéra en sept tableaux sur un livret de Frédéric Boyer commande du Festival d'Aix-en-Provence, qui y est créé en 2022[3].

## Publications
- Momo et les instruments de musique (Les cordes), Leigh Sauerwein et Georg Hallensleben, livre audio, musique de Pascal Dusapin, direction musicale de Philippe Nahon et lecture par André Wilms, coll. « Mes premières découvertes de la musique », Gallimard Jeunesse Musique, 1996  (ISBN 2-07-058618-9)
- Études pour piano livre-disque mêlant ses études avec ses photographies[16], Actes Sud, 2012

## Distinctions
- 1977 : Lauréat de la Fondation de la vocation
- 1979 : Prix Hervé-Dugardin (SACEM)
- 1993 : Prix de l'Académie des beaux-arts et prix du Syndicat de la critique
- 1994 : Prix symphonique de la SACEM
- 1995 : Grand prix national de musique du ministère de la Culture
- 1998 : Victoire de la musique attribuée pour le disque gravé avec l’Orchestre national de Lyon
- 1998 : Grand prix de la Ville de Paris
- 2002 : Victoire de la musique comme « Compositeur de l’année »
- 2005 : Prix de composition musicale Cino Del Duca de l'Académie des beaux-arts
- 2007 : Prix international Dan David
- 2017 : Coup de cœur Musique contemporaine 2017 de l'académie Charles-Cros pour Item, proclamé le 3 janvier 2018 lors de l’émission Le concert du soir d’Arnaud Merlin sur France Musique[17]